# Kleiner Königstuhl
Kleiner Königstuhl är ett berg i Österrike.   Det ligger i distriktet Tamsweg och förbundslandet Salzburg, i den centrala delen av landet, 230 km sydväst om huvudstaden Wien. Toppen på Kleiner Königstuhl är 2 254 meter över havet.
Terrängen runt Kleiner Königstuhl är kuperad åt sydväst, men åt nordost är den bergig. Runt Kleiner Königstuhl är det ganska glesbefolkat, med 22 invånare per kvadratkilometer.. Närmaste större samhälle är Tamsweg, 12,4 km norr om Kleiner Königstuhl. 
Trakten runt Kleiner Königstuhl består i huvudsak av gräsmarker.